# Waterloo (Alabama)
Waterloo es un pueblo ubicado en el condado de Lauderdale en el estado estadounidense de Alabama. En el censo de 2000, su población era de 208.

## Demografía
En el 2000 la renta per cápita promedia del hogar era de $25,536, y el ingreso promedio para una familia era de $31,000. El ingreso per cápita para la localidad era de $15,167. Los hombres tenían un ingreso per cápita de $33,750 contra $18,750 para las mujeres.

## Geografía
Waterloo está situado en 34°55′0″N 88°3′51″O / 34.91667, -88.06417 (34.916795, -88.064210)
Según la Oficina del Censo de los EE. UU., la ciudad tiene un área total de 0.81 millas cuadradas (2.09 km²).